# 虎口浦站
虎口浦站（：／ Hogupo yeok */?）是水仁·盆唐線沿線的一座高架車站，位於韓國仁川廣域市南洞區論峴洞。1974年關閉，2012年隨水仁線重新開通而再次啟用。

## 車站結構
站體為2面2線側式月台的高架車站，候車月台設有月台幕門。

### 月台配置
| ↑ 仁川論峴     |
| \| ２          |
| 南洞產業園地 ↓ |

| 月台 | 路線                   | 目的地                                           |
| ---- | ---------------------- | ------------------------------------------------ |
| 1    | ●首都圈電鐵水仁·盆唐線 | 南洞產業園地、松島、仁川方向                     |
| 2    | ●首都圈電鐵水仁·盆唐線 | 仁川論峴、烏耳島、水原、竹田、往十里、清涼里方向 |

## 歷史
- 1937年8月5日：論峴站落成啟用，當時作為調車場使用。
- 1967年6月5日：改為臨時車站。
- 1994年9月1日：水仁線廢線，車站關閉。
- 2012年6月30日：重新啟用。
- 2020年9月12日：首都圈電鐵水仁·盆唐線開通，車站編號由 K255 改為 K263。

## 車站周邊
- 論峴CGV
- 虎口浦近隣公園
- 論峴砲台近隣公園
- 論峴砲台
- 韓國土地住宅公社仁川地域本部
- 仁川金融高校

## 圖片

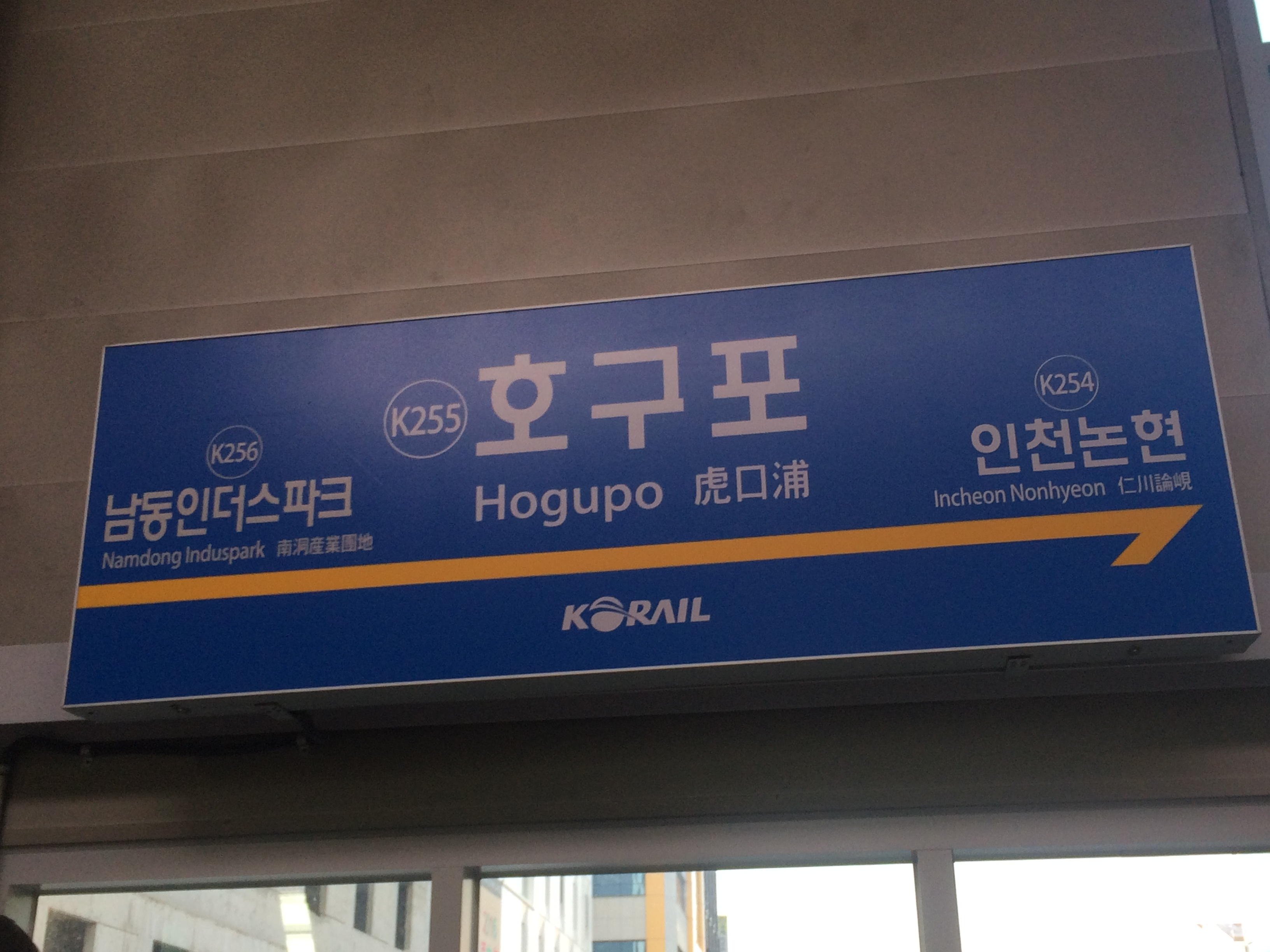
站名牌（水仁線時期）
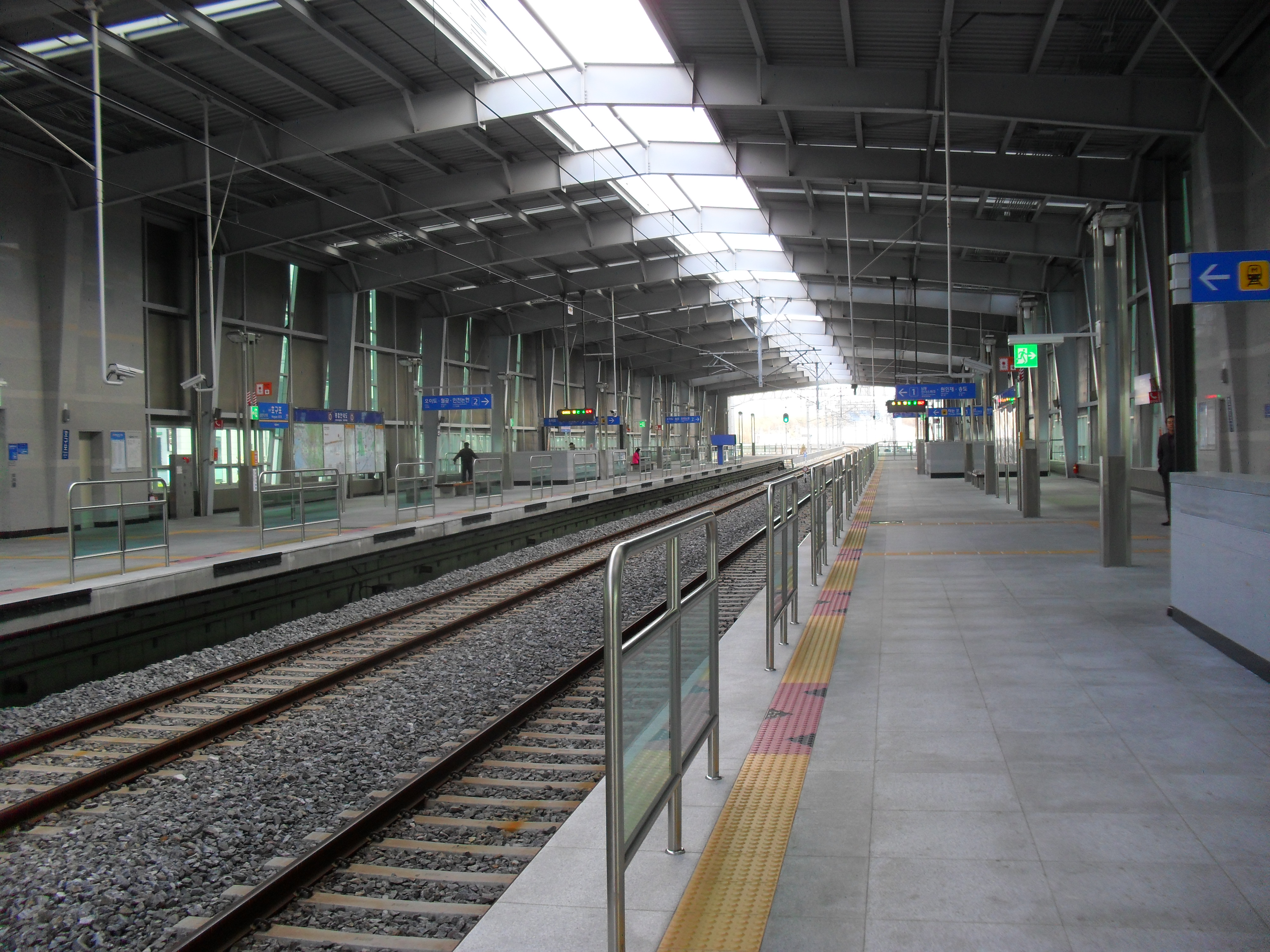
候車月台
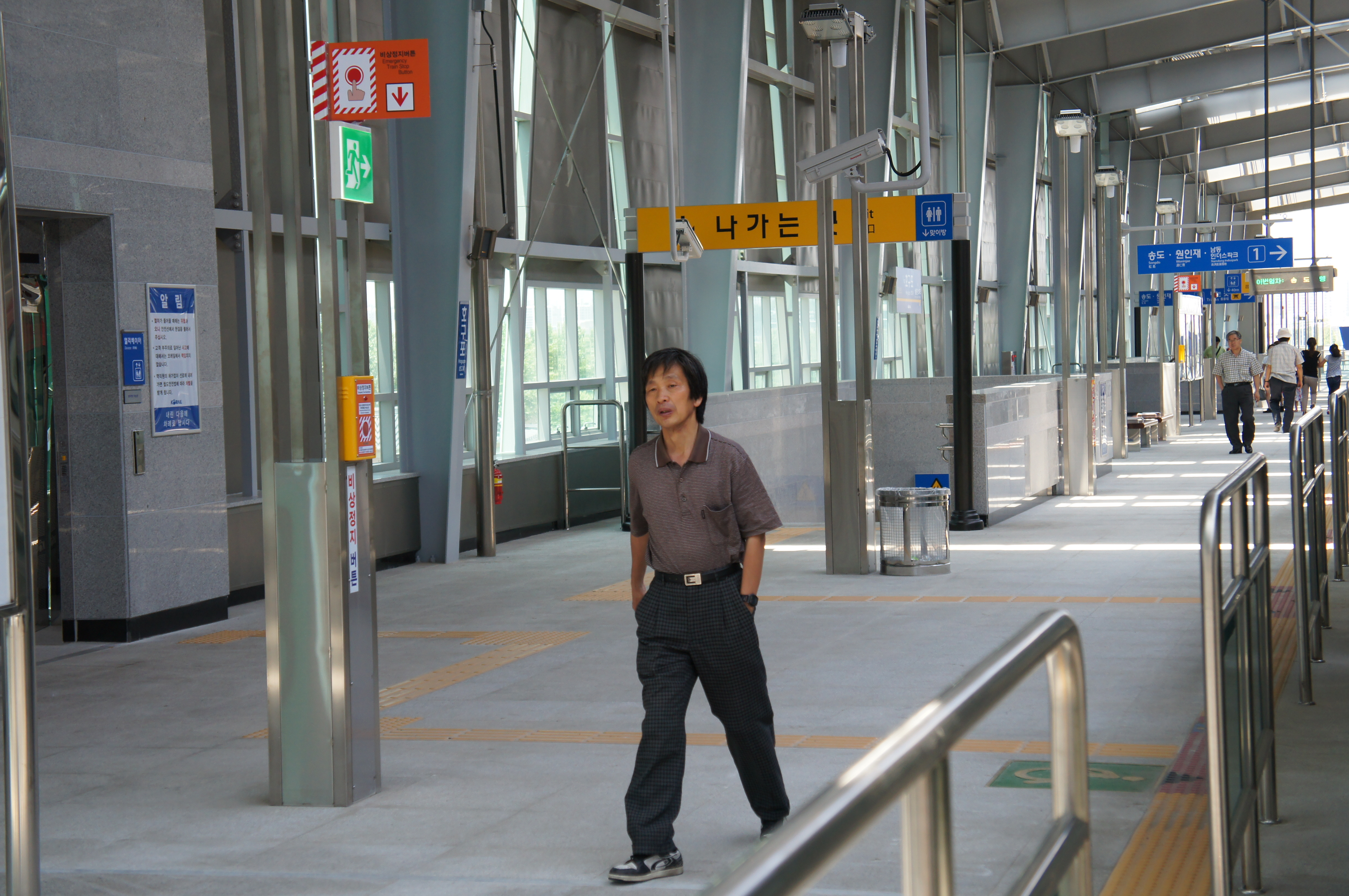
1號月台
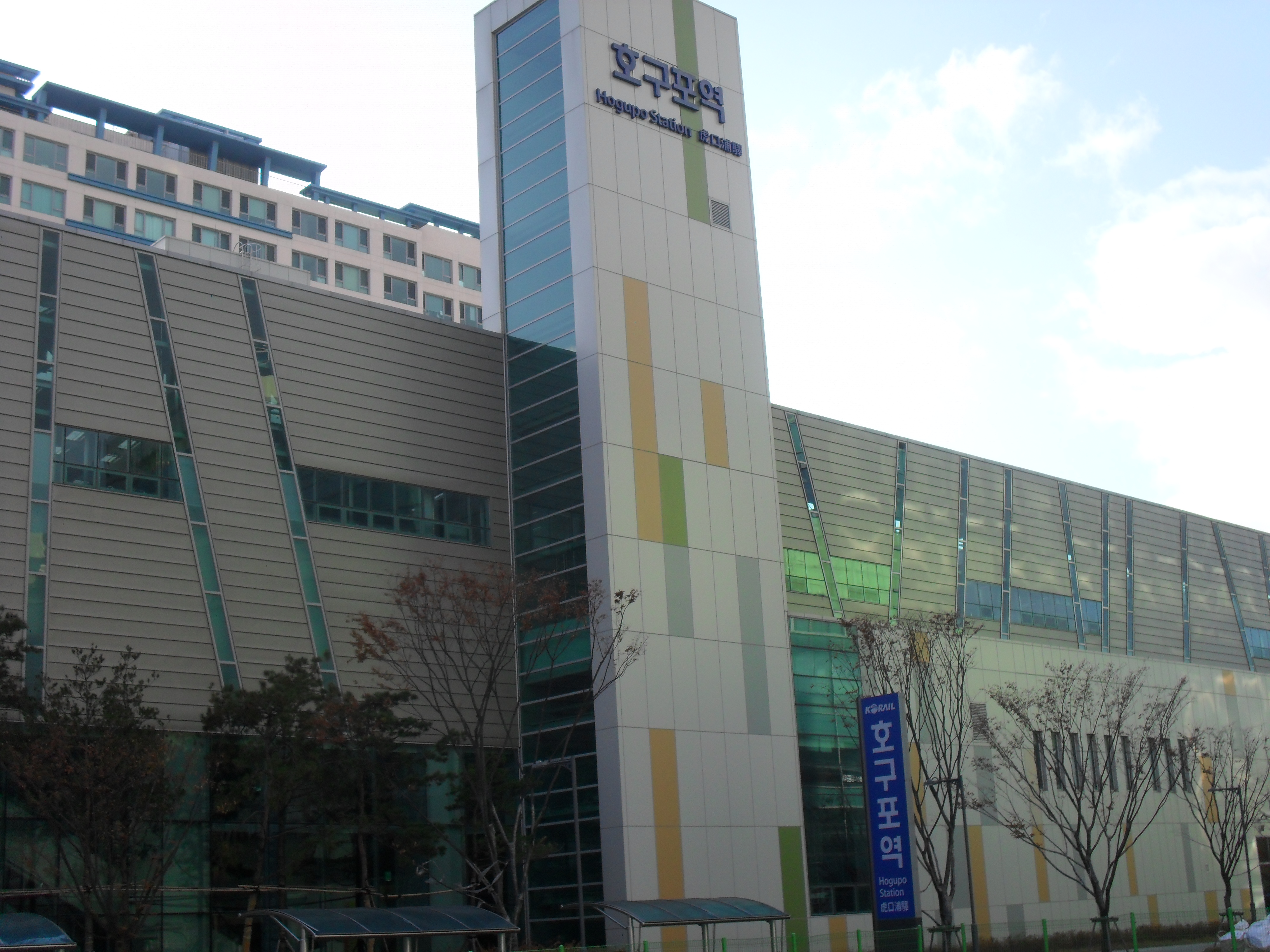
車站外觀

## 相鄰車站
韓國鐵道公社
●首都圈電鐵水仁·盆唐線
仁川論峴（K262）－虎口浦（K263）－南洞產業園地（K264）